# Dona da Minha Vida
"Dona da Minha Vida" é uma canção do girl group brasileiro Rouge, lançada em 31 de agosto de 2018 pela Sony Music como primeiro single do EP 5 (2018) e do quinto álbum de estúdio, Les 5inq (2019). A faixa foi composta pelas cinco integrantes do grupo em parceria com Pedro Dash, Marcelinho Ferraz, Karen Rodriguez, Mr. Paradise, Lucas Nage, Pedro Tofani, Joey Mattos e o cantor Jão, sendo focada no R&B com elementos de trap e soul e inspirada pela sonoridade urbana de cantoras como Alicia Keys e Beyoncé. A temática da canção trata especialmente do feminismo, do empoderamento feminino e dos relacionamentos abusivos.
O videoclipe foi gravado em 8 de julho de 2018 e lançado no mesmo dia da canção, sendo dirigido pelo duo Os Primos. Além dos temas propostos pela própria letra, o vídeo também expressa a luta de outras vertentes, como a transfobia, a gordofobia e a violência contra a mulher, combatendo a discriminação ao unir pessoas de diversas etnias e orientações sexuais, além de apresentar um beijo entre uma moça transexual e um rapaz cisgênero.

## Antecedentes
Após retornarem para uma série de shows da turnê Chá Rouge – e posteriormente a Rouge 15 Anos –, o Rouge decidiu lançar uma nova música para comemorar os quinze anos de existência em homenagem aos fãs. Em 5 de fevereiro é lançado "Bailando", faixa que seguia o pop latino já utilizado anteriormente em "Brilha La Luna", combinado com uma composição divertida e despretensiosa, mas que também apresentava uma nova identidade visual do grupo mais sensual. A faixa serviu para fazer uma ponte entre o som que elas faziam anteriormente e o que estavam dispostas a fazer naquele momento, ligando o público de antes com uma roupagem moderna que não ficasse à quem dos artistas contemporâneos.
Em março de 2018, surpresas com a repercussão e a aceitação do público com o single, o grupo decidiu entrar em estúdio para gravar um novo material, mas desta vez que trouxesse um amadurecimento e uma seriedade maior, uma vez que a faixa anterior havia sido apenas comemorativa, sem grandes pretensões. Para a nova fase, elas anunciaram que estavam selecionando repertório e abertas a conhecer novos compositores que desejassem trabalhar com elas em conjunto. Além disso, Umberto Tavares, compositor de "Bailando", e o britânico Eliot Kennedy, compositor de "Um Anjo Veio Me Falar", entraram em contato com as integrantes para oferecer novas músicas.
Logo após o grupo revelou que já havia gravado diversas canções e estava em processo de escolha para qual seria utilizada como primeiro single do futuro novo álbum. Li Martins disse que ela desejava que um reggaeton gravado por elas fosse a opção inicial, mas que o grupo utilizaria outra faixa: "Gosto muito de uma música que tem uma pegada de reggaeton, sensual, latina. Mas ela não vai ser o primeiro single, porque é muito próxima de "Bailando". Tem outras músicas muito fortes, muito boas, com potencial incrível, que vão acabar sendo lançadas primeiro".

## Gravação e lançamento
"A gente entrou em um estúdio novo, com um produtor novo, que desconhecia nosso trabalho, nossas vozes. E a gente com a ansiedade de achar o novo som do novo Rouge. Foi um trabalho desafiador."

— Karin Hils sobre o processo de gravação de "Dona da Minha Vida".
Em 19 de abril Lu Andrade anunciou que elas estavam gravando seu novo single, composto pelo próprio grupo em parceria com outros nomes. Um dia depois elas liberaram um vídeo com áudio desligado dançando a nova música despretensiosamente, deixando em suspense como seria o projeto. Em 23 de abril, último dia de gravação da faixa, o grupo publicou uma foto em estúdio com o cantor Jão, um dos co-compositores. Durante as gravações, Li revelou que a intenção era mostrar amadurecimento com um trabalho que tivesse conteúdo: "A gente está com um discurso que realmente cabe na nossa boca, coisas que realmente a gente quer dizer. Músicas com substância. Agora a gente tem mais autonomia, muito mais voz ativa". Em 11 de agosto as integrantes cantam um trecho do refrão durante um show em Recife.
Em 19 de agosto o grupo começou a liberar no Twitter uma letra isolada em cada publicação que formaria o nome da nova música e anunciou que a mesma seria lançada ainda naquele mês. Em 21 de agosto a proposta foi finalmente completa e o título "Dona da Minha Vida" revelado junto com a primeira foto do videoclipe, sendo que a data de lançamento foi anunciada para à 0h do passagem do dia 30 para 31 daquele mês. No dia 24 é divulgou a capa do single. Para expressar que uma nova fase estava começando, o grupo bloqueou todas as fotos em seu Instagram oficial, deixando apenas a do anúncio, utilizando a estratégia de "blackout" utilizada por artistas internacionais anteriormente para ilustrar o ritual de passagem. Três dias depois é disponibilizado um pré-lançamento da música no Spotify e no Deezer, o qual quem adicionasse a música teria acesso exclusivo à uma prévia. No dia 30, apesar de toda estratégia programada, "Dona da Minha Vida" acaba vazando ilegalmente na internet doze horas antes de seu lançamento oficial nas plataformas digitais. Apesar disso, o grupo manteve o cronograma e lançou a faixa oficialmente no horário anunciado.

## Estrutura musical e letra
| |  |  |
| O empoderamento feminino e os relacionamentos abusivos foram os temas utilizados na composição de "Dona da Minha Vida". |  |  |

"Dona da Minha Vida" destaca-se das canções anteriores do grupo por ser focada no R&B com uma produção de cunho mais urbana e séria, fugindo do tradicional pop e dance-pop utilizado por elas até então. Além disso, a faixa apresenta elementos de soul e  trap, trazendo também instrumentos marcados como piano, baixo acústico e três guitarras, além de sintetizadores. A canção foi influenciada pelo estilo musical apresentado nas canções de Alicia Keys – como "No One", "Empire State of Mind" e "Girl on Fire" – além de alguns trabalhos de Beyoncé e Mariah Carey. Os primeiros rascunhos da faixa, bem como sua ideia original, foram concebidos pelas cinco integrantes, trazendo a colaboração posterior de Pedro Dash, Marcelinho Ferraz, Karen Rodriguez, Mr. Paradise, Lucas Nage, Pedro Tofani, Joey Mattos e Jão.
A composição da faixa divide-se em duas temáticas, sendo a primeira o feminismo e o empoderamento feminino, quando esta enaltece o poder da mulher em não se deixar ser inferiorizada por homens ("Admito, tantas vezes me senti inferior a você / Mas quanto mais você implora e chora assim me lembro do meu poder") e coloca-a como protagonista das decisões de sua própria vida ("Tudo que eu tinha era seu falso amor / Bye bye, siga num caminho onde eu não tô"). O segundo tema notado é o relacionamento abusivo, quando Li canta sobre a auto-estima minada pelo parceiro ("Eu vou viver todos os sonhos que tirou de mim / Tudo que você disse que eu não sou") e Lu interpreta a esperança de sair da situação ("Eu mereço ter o que tirou de mim / Vou encontrar a saída / Porque eu sou dona da minha vida"). O coletivo de músicos do Head Media ficou responsável pela produção.
A composição é pessoalmente biográfica para Li Martins, que revelou em 2015 que sofreu agressão física e psicológica do ex-marido, Matheus Herriez. Na ocasião, Matheus havia enforcado o cachorro do casal para causar-se tortura psicológica e, logo após, partiu para a violência física em Li – "'Você não vai me bater? É isso mesmo?' e ele disse: 'Vou e muito'." – cujo chegou ao fim após os vizinhos chamarem a polícia. Segundo Li, a decisão de lançar uma música que tocasse em assuntos mais sérios veio após o grupo notar que tinha responsabilidade nas mensagens que passavam para outras pessoas: "Nós pensamos no que gostaríamos de dizer para o nosso público hoje. Nós amadurecemos e sentimos a necessidade de mostrar isso no nosso discurso. Existe uma diferença porque antes não tínhamos tanta noção da responsabilidade que carregamos".

## Recepção da crítica
"Dona da Minha Vida" recebeu avaliações majoritariamente positivas dos críticos especializados. Guilherme Tintol, do portal It Pop, declarou que a faixa era representativa e expressava não só o óbvio da letra, mas também o momento artístico que o grupo vivia naquele momento, longe das imposições de Rick Bonadio, dizendo que a canção não tem "espaço para nostalgia" por ser moderna e que é superior à "Bailando", tida como algo à quem do que elas podiam fazer, enquanto "Dona da Minha Vida" era afiada, atual e empoderada. A revista Caras declarou que a canção refletia uma postura mais madura do grupo ao tomar a frente do movimento feminista e que ajudava a endossar as lutas de quem sofre discriminação e violência. O portal Midiorama disse que a faixa era uma "destruição" – gíria utilizada para dizer que algo é excelente – e positivamente diferente de todo o material do grupo, alegando que "o Rouge se renovou e está mostrando porque nunca deveria ter parado".
Marvin Medeiros, da coluna Mais Pop, declarou que a música é repleta de "representatividade, igualitarismo e muito empoderamento" e que isso era tudo que as pessoas estavam precisando, dizendo que a letra também "dá um tapa na cara da época que o grupo tinha um empresário que ganhava mais dinheiro que as próprias artistas". O jornalista termina a crítica dizendo que era bom ver que as garotas que dançavam "Ragatanga" agora "cresceram, amadureceram e são donas de seus próprios narizes" e torcia para que elas conseguissem "galgar vôos cada vez mais altos". Para Rodrigo Ortega e Braulio Lorentz do portal G1, a canção segue a linha de empoderamento feminino de "Blá Blá Blá".

## Desempenho comercial
Logo no primeiro dia de lançamento "Dona da Minha Vida" conquistou números expressivos, chegando ao primeiro lugar nas duas principais plataformas digitais de vendas de música – o iTunes e o Apple Music – e ao topo dos vídeos da sessão "Em alta" no Youtube, que contabiliza os virais. Em pouco mais de um dia o videoclipe também havia chegado a 1 milhão de visualizações, mantendo um feito parecido com o de "Bailando".

## Promoção
Em 5 de setembro o grupo começou a divulgação de "Dona da Minha Vida" no The Noite com Danilo Gentili, no SBT, onde contaram sobre o processo de criação e exibiram o videoclipe com exclusividade pela primeira vez na televisão. A presença do grupo fez o programa liderar na audiência, além de colocar a hashtag #RougeNoTheNoite em primeiro lugar no Brasil e terceiro no mundo. Em 6 de setembro é realizada a primeira apresentação da faixa ao vivo na televisão no Todo Seu, apresentado por Ronnie Von na TV Gazeta, onde o grupo também cantou "Bailando" e anunciou o lançamento do quinto álbum de estúdio dentro de alguns meses. Em 9 de setembro a segunda apresentação é realizada no Agora É Domingo, na Band, junto com outras diversas músicas do repertório. Em 15 setembro o grupo se apresenta no Programa Raul Gil – o último programa que estiveram antes de encerrar as atividades em 2005 – onde não só cantarão a faixa nova, como outras três faixas e receberão uma homenagem das crianças do quadro A Turma do Vovô Raul. Em 16 de setembro a faixa foi apresentada no Hora do Faro.

## Vídeo musical

### Produção e lançamento

O grupo nos dois figurinos utilizados no vídeo.

A gravação do videoclipe ocorreu em 8 de julho no bairro da Bela Vista, em São Paulo, aproveitando o fato de serem as primeiras horas de uma manhã de domingo para conseguir uma visão quase desértica da cidade. A preparação de cabelo e maquiagem começou 23h da noite anterior com os maquiadores e hair stylist Helder Marucci, Victor Nogueira e André Florindo e as gravações às 5:30, utilizando o nascer do sol de pano de fundo. Ao todo foram dezesseis horas entre preparação e registros. Pablo Falcão, empresário do grupo, idealizou como o vídeo contaria a história da composição, escolhendo ainda para a equipe Rodolfo Magalhães para a direção de arte e a Aisha Mbikila para a direção de elenco, que ficaria responsável por selecionar pessoas de todas as etnias, corpos e orientações sexuais para compor o trabalho.
Durante o processo de pré-produção do vídeo, foi sugerido que elas optassem por um profissional com quem não houvessem trabalhado antes, porém Lu sugeriu que elas seguissem com o duo de diretores Os Primos – formado por João Monteiro e Fernando Moraes –, com quem já haviam trabalhado com "Bailando", uma vez que considerava que eles tinham uma visão cinematográfica que se enquadrava no que elas buscavam, sendo defendido pelas demais. O vídeo foi patrocinado pelo aplicativo de transporte urbano Cabify, escolhido estrategicamente pelas integrantes por ter uma opção onde apenas motoristas mulheres buscam usuárias também mulheres, garantindo a segurança e evitando qualquer possibilidade de assédio em situações vulneráveis.
A prévia do videoclipe foi liberada em 24 de agosto. Já no dia 27 é liberado um vídeo com dados alarmantes sobre a violência no Brasil, mostrando que 23 milhões de mulheres foram vítimas de assédio em 2017 e a cada 48 horas uma transexual era morta, questionando-se no final "Até quando?". O videoclipe estava programado para estrear no Vídeo Show às 14h do dia 31, porém com o vazamento antecipado da canção o grupo decidiu lançar o vídeo às 0h junto com a música oficial.

### Figurinos e referências
"Quis contar a minha experiência durante a amamentação da Antonella. De como a sociedade me olhava ao amamentar em público. Eu podia sentir os olhares, alguns constrangidos, outros repugnando este ato."

— Li Martins sobre o seio à mostra em apoio à amamentação pública.
Os figurinos do vídeo foram concebidos pelo stylist Gabriel Fernandes com o auxílio dos produtores de moda Julia Moraes e Lucas Cancian Tempone, misturando peças confeccionadas especialmente para o grupo com outras de grifes prontas. Na primeira parte do vídeo as integrantes aparecem cantando e dançando em um heliporto na cobertura de um prédio, onde Fantine utiliza apenas uma jaqueta de couro com rebites em cone ao estilo glam rock sobreposto a um collant preto; Li utiliza botas Balenciaga com um shorts de couro e os seios descobertos, sobreposto a um vestido com brilhos inteiramente vazado; Lu utiliza um vestido preto Versace mais tradicional; Karin aparece com um top de couro sobreposto a uma transparência e uma jaqueta Gucci, calças de couro e sapatos Louboutin; já Aline utilizou dois cintos unidos para simular um top, sobreposto a um blaiser Balmain.
Já o segundo visual utilizado foi confeccionado especialmente para o vídeo, inspirados nas deusas olímpicas da Grécia Antiga. Apenas o figurino de Li não foi original, sendo uma repaginação do utilizado por ela na turnê Chá Rouge. Segundo a cantora, a decisão de utilizar um seio de fora apenas escondido por um "X" formado por duas fitas foi uma crítica às críticas que recebeu por amamentar publicamente. A escolha dos tecidos brancos foi para expressar a igualdade entre mulheres e homens.
A partir da metade do vídeo algumas histórias foram sendo incorporadas. A modelo transexual Kiara Felipe aparece pintando as unhas com medo de sair de casa pela situação da homofobia no Brasil e posteriormente é vista beijando um ator cisgênero, mostrando a diversidade dos relacionamentos. Há cenas de mulheres sendo seguradas agressivamente por seus parceiros e uma delas chorando, sendo que antes do segundo refrão aparece ainda a imagem de uma luz vermelha piscando em cima dos olhos de uma mulher simbolizando uma agressão física no rosto. Ainda há a representação do movimento pela aceitação do próprio corpo com uma garota plus size apreciando-se na frente do espelho. Todas essas pessoas unem-se às integrantes em uma marcha pela igualdade, na qual há pessoas de todas as etnias e orientações sexuais.

## Histórico de lançamento
| País  | Data                 | Formato(s)                         | Gravadora  |
| ----- | -------------------- | ---------------------------------- | ---------- |
| Mundo | 31 de agosto de 2018 | Download digital airplay streaming | Sony Music |